# Danilo Sekulić
Danilo Sekulić (Sombor, 18 de abril de 1990) es un futbolista serbio que juega de centrocampista en el PS Barito Putera, a Liga 1 de Indonesia.

## Carrera deportiva
Pasó por todas las categorías del FK Vojvodina, pero nunca tuvo una oportunidad en el primer equipo. Adquirió experiencia jugando para el Proleter Novi Sad, donde fue uno de los mejores jugadores. Hajduk Kula lo llevó a su equipo, pero jugó solo una temporada, porque este club dejó de participar en la Superliga de Serbia por razones ajenas al fútbol. En el verano de 2013, se unió a Voždovac como agente libre.
Tras esto regreso a la Vojvodina, donde permaneció dos temporadas, antes de fichar por el Debreceni VSC.

## Clubes
| Club                       | País      | Año         |
| -------------------------- | --------- | ----------- |
| FK Vojvodina               | Serbia    | 2008 - 2010 |
| Proleter Novi Sad (cedido) | Serbia    | 2008 - 2010 |
| Proleter Novi Sad          | Serbia    | 2010 - 2012 |
| FK Hajduk Kula             | Serbia    | 2012 - 2013 |
| FK Voždovac                | Serbia    | 2013 - 2014 |
| FK Vojvodina               | Serbia    | 2014 - 2016 |
| Debreceni VSC              | Hungría   | 2016 - 2019 |
| Alashkert FC (cedido)      | Armenia   | 2018        |
| Mladost Lučani             | Serbia    | 2019        |
| Barito Putera              | Indonesia | 2020        |